# Saint-Laurent-Rochefort
Saint-Laurent-Rochefort är en kommun i departementet Loire i regionen Auvergne-Rhône-Alpes i centrala Frankrike. Kommunen ligger i kantonen Boën som tillhör arrondissementet Montbrison. År 2022 hade Saint-Laurent-Rochefort 247 invånare.

## Befolkningsutveckling
Antalet invånare i kommunen Saint-Laurent-Rochefort
| Referens: INSEE |